# Belgische kampioenschappen atletiek 1938
De Belgische kampioenschappen atletiek 1938 alle categorieën voor de mannen vonden op 31 juli en 7 augustus plaats in het Heizelstadion in Brussel. De 3000 m steeple vond op 25 september plaats in Schaarbeek. Tijdens deze kampioenschappen verbeterde Julien Saelens het achttien jaar oude Belgische record op de 100 m van Paul Brochart tot 10,6 s en René De Vilder zijn eigen Belgisch record hink-stap-springen tot 13,80 m.
De kampioenschappen voor vrouwen vonden op 31 juli plaats in Schaarbeek.

## Uitslagen

### 100 m
| rang   | atleet          | prestatie   |
| ------ | --------------- | ----------- |
| Goud   | Julien Saelens  | 10,6 s (NR) |
| Zilver | Dieudonné Guthy | 10,7 s      |
| Brons  | Louis Dechenne  |             |

| rang   | atlete          | prestatie |
| ------ | --------------- | --------- |
| Goud   | Anna Van Rossum | 13,0 s    |
| Zilver | Juliette Segers |           |
| Brons  | Mimi Simon      |           |

### 200 m
| rang   | atleet            | prestatie |
| ------ | ----------------- | --------- |
| Goud   | Julien Saelens    | 22,2 s    |
| Zilver | Dieudonné Guthy   | 22,4 s    |
| Brons  | Albert De Doncker | 22,9 s    |

| rang   | atlete          | prestatie |
| ------ | --------------- | --------- |
| Goud   | Anna Van Rossum | 28,0 s    |
| Zilver | Mimi Simon      | op 4 m    |
| Brons  |                 |           |

### 400 m
| rang   | atleet                  | prestatie |
| ------ | ----------------------- | --------- |
| Goud   | Piet Smet               | 51,3 s    |
| Zilver | Jan Verhaert            | 51,4 s    |
| Brons  | Constant Van den Broeck | 52,2 s    |

### 800 m
| rang   | atleet             | prestatie |
| ------ | ------------------ | --------- |
| Goud   | Joseph Mostert     | 1.57,0    |
| Zilver | Julien Van Lancker | 1.59,8    |
| Brons  | Cleiren            | 2.00,5    |

| rang   | atlete         | prestatie |
| ------ | -------------- | --------- |
| Goud   | Jeanne Pousset | 2.25,2    |
| Zilver | Helene Van Mol |           |
| Brons  | M. De Naeyer   |           |

### 1500 m
| rang   | atleet           | prestatie |
| ------ | ---------------- | --------- |
| Goud   | Ward Schroeven   | 4.07,8    |
| Zilver | Cyrille De Vuyst | 4.10,4    |
| Brons  | Marcel Rajon     | 4.12,4    |

### 5000 m
| rang   | atleet          | prestatie |
| ------ | --------------- | --------- |
| Goud   | Oscar Van Rumst | 15.35,0   |
| Zilver | Pierre Bajart   | 15.48,0   |
| Brons  | Albert Scheirs  | 16.00,0   |

### 10.000 m
| rang   | atleet              | prestatie |
| ------ | ------------------- | --------- |
| Goud   | Frans Van der Steen | 33.07,0   |
| Zilver | Pierre Bajart       | 33.28,4   |
| Brons  | Robert Nevens       | 34.12,6   |

### 110 m horden/80 m horden
| rang   | atleet       | prestatie |
| ------ | ------------ | --------- |
| Goud   | Pol Braekman | 15,6 s    |
| Zilver | Émile Binet  | 15,7 s    |
| Brons  | Jef Lekens   | 16,4 s    |

| rang   | atlete | prestatie |
| ------ | ------ | --------- |
| Goud   |        |           |
| Zilver |        |           |
| Brons  |        |           |

### 200 m horden
| rang   | atleet            | prestatie |
| ------ | ----------------- | --------- |
| Goud   | Henri Regemeutter | 26,0 s    |
| Zilver | Jules Bosmans     | 26,1 s    |
| Brons  | Claude Schwarz    | 27,2 s    |

### 400 m horden
| rang   | atleet            | prestatie |
| ------ | ----------------- | --------- |
| Goud   | Jules Bosmans     | 58,3 s    |
| Zilver | Henri Regemeutter | 58,4 s    |
| Brons  | Van Aken          | 63,1 s    |

### 3000 m steeple
| rang   | atleet          | prestatie |
| ------ | --------------- | --------- |
| Goud   | Oscar Van Rumst | 9.29,4    |
| Zilver | Jan Chapelle    | 9.33,4    |
| Brons  | Henri Paepen    | 9.51,2    |

### Verspringen
| rang   | atleet         | prestatie |
| ------ | -------------- | --------- |
| Goud   | Émile Binet    | 6,73 m    |
| Zilver | René De Vilder | 6,70 m    |
| Brons  | Albert Arnould | 6,50 m    |

| rang   | atlete          | prestatie |
| ------ | --------------- | --------- |
| Goud   | Raymonde Beelen | 4,68 m    |
| Zilver | Jeanne Pousset  | 4,59 m    |
| Brons  | Paula De Trogh  | 4,23 m    |

### Hink-stap-springen
| rang   | atleet           | prestatie    |
| ------ | ---------------- | ------------ |
| Goud   | René De Vilder   | 13,80 m (NR) |
| Zilver | Jean Huylebroeck | 13,21m       |
| Brons  | Léopold Delcour  | 12,35 m      |

### Hoogspringen
| rang   | atleet            | prestatie |
| ------ | ----------------- | --------- |
| Goud   | François Chartier | 1,75 m    |
| Zilver | Adhémar Delcoigne | 1,75 m    |
| Brons  | André Kleinermann | 1,75 m    |

| rang   | atlete          | prestatie |
| ------ | --------------- | --------- |
| Goud   | Anna Van Rossum | 1,40 m    |
| Zilver | C. De Trogh     | 1,35 m    |
| Brons  | H. Maes         | 1,25 m    |

### Polsstokhoogspringen
| rang   | atleet                 | prestatie |
| ------ | ---------------------- | --------- |
| Goud   | Frans Van Peteghem     | 3,50 m    |
| Zilver | Louis Mulkens          | 3,40 m    |
| Brons  | François Van Audenrode | 3,30 m    |

### Kogelstoten
| rang   | atleet            | prestatie |
| ------ | ----------------- | --------- |
| Goud   | René Vande Voorde | 12,71 m   |
| Zilver | Maurice Magits    | 12,08 m   |
| Brons  | Auguste Vos       | 11,99 m   |

| rang   | atlete          | prestatie |
| ------ | --------------- | --------- |
| Goud   | Anna Van Rossum | 8,68 m    |
| Zilver | Mimi Simon      | 7,40 m    |
| Brons  | Jenny Toitgans  | 7,02 m    |

### Discuswerpen
| rang   | atleet         | prestatie |
| ------ | -------------- | --------- |
| Goud   | Auguste Vos    | 38,295 m  |
| Zilver | Albert Arnould | 37,82 m   |
| Brons  | Simon Masson   | 37,72 m   |

| rang   | atlete              | prestatie |
| ------ | ------------------- | --------- |
| Goud   | Jenny Toitgans      | 29,47 m   |
| Zilver | Jeanne Pousset      | 23,36 m   |
| Brons  | Jeanne Vanderhaegen | 22,60 m   |

### Speerwerpen
| rang   | atleet          | prestatie |
| ------ | --------------- | --------- |
| Goud   | Arthur Fontaine | 53,17 m   |
| Zilver | Émile Ninnin    | 52,44 m   |
| Brons  | Jules Herremans | 52,07 m   |

| rang   | atlete              | prestatie |
| ------ | ------------------- | --------- |
| Goud   | Jeanne van Kesteren | 34,08 m   |
| Zilver | Jenny Toitgans      | 23,45 m   |
| Brons  | F. Desmet           | 18,53 m   |

1889 · 
1890 · 
1891 · 
1892 · 
1893 · 
1894 · 
1895 · 
1896 · 
1897 · 
1898 · 
1899 · 
1900 · 
1901 · 
1902 · 
1903 · 
1904 · 
1905 · 
1906 ·
1907 ·
1908 · 
1909 · 
1910 · 
1911 · 
1912 · 
1913 · 
1914 · 
1919 · 
1920 · 
1921 · 
1922 · 
1923 · 
1924 · 
1925 · 
1926 · 
1927 · 
1928 · 
1929 · 
1930 · 
1931 · 
1932 · 
1933 · 
1934 · 
1935 · 
1936 · 
1937 · 
1938 · 
1939 · 
1940 · 
1941 · 
1942 · 
1943 · 
1944 · 
1945 · 
1946 · 
1947 · 
1948 · 
1949 · 
1950 · 
1951 · 
1952 · 
1953 · 
1954 · 
1955 · 
1956 · 
1957 · 
1958 · 
1959 · 
1960 · 
1961 · 
1962 · 
1963 · 
1964 · 
1965 · 
1966 · 
1967 · 
1968 · 
1969 · 
1970 · 
1971 · 
1972 · 
1973 · 
1974 · 
1975 · 
1976 · 
1977 · 
1978 · 
1979 · 
1980 · 
1981 · 
1982 · 
1983 · 
1984 · 
1985 · 
1986 · 
1987 · 
1988 · 
1989 · 
1990 · 
1991 · 
1992 · 
1993 · 
1994 ·
1995 · 
1996 · 
1997 · 
1998 · 
1999 · 
2000 · 
2001 · 
2002 · 
2003 · 
2004 · 
2005 · 
2006 · 
2007 · 
2008 · 
2009 · 
2010 · 
2011 · 
2012 · 
2013 · 
2014 · 
2015 · 
2016 · 
2017 · 
2018 · 
2019 · 
2020 · 
2021 · 
2022 · 
2023 · 
2024